# Awraam Iwanowitsch Melnikow

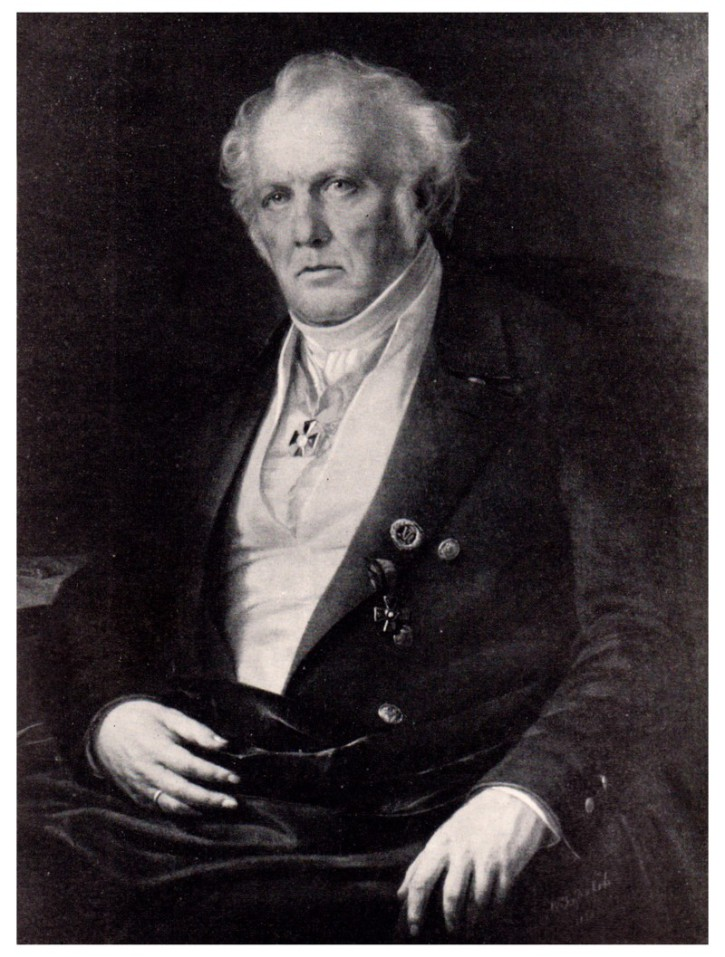
Awraam Iwanowitsch Melnikow (W. G. Chudjakow, 1851)

Awraam Iwanowitsch Melnikow (russisch Авраам Иванович Мельников; * 30. Julijul. / 10. August 1784greg. in Oranienbaum; † 1. Januarjul. / 13. Januar 1854greg. in St. Petersburg) war ein russischer Architekt des Klassizismus und Hochschullehrer.

## Leben
Melnikow lernte und studierte 1795–1806 an der Kaiserlichen Akademie der Künste (IACh) in St. Petersburg. Einer seiner Lehrer war Andrejan Dmitrijewitsch Sacharow. Nach dem Abschluss mit der Großen Goldmedaille wurde er mit einem IACh-Auslandsstipendium 1808 nach Rom geschickt, wo er antike Denkmale studierte. Für die Restaurierung der kapitolinischen Bäder wurde er zum Mitglied der Accademia di San Luca gewählt.
Nach seiner Rückkehr nach St. Petersburg 1811 lehrte er Architektur an der AICh. 1812 wurde er zum Mitglied der AICh ernannt. Nach einigen Jahren trat er daneben in den Dienst des Komitees für verbessertes Bauen und Wasserbau der Stadt St. Petersburg ein. Bei dem Wettbewerb für den Bau der Christ-Erlöser-Kathedrale in Moskau kurz nach dem Ende des Französisch-Russischen Krieges 1812 gewann Melnikows Projekt zwar den 1. Preis, aber Alexander I. gefiel mehr das mystische Projekt Alexander Lawrentjewitsch Witbergs, das dann durchgeführt wurde. Beim Wettbewerb für den Umbau der Isaakskathedrale in St. Petersburg 1816 wurde Melnikows Projekt als das beste Projekt anerkannt, aber Alexander I. genehmigte das Projekt Auguste de Montferrands.
1818 wurde Melnikow zum Professor 2. Klasse an der AICh ernannt. 1831 wurde er Professor 1. Klasse und Rektor der AICh. 1851 wurde er als Verdienter Rektor geehrt. Melnikow gehörte zu den letzten Vertretern des Klassizismus und insbesondere des Empire. Sein klassizistisches Projekt für den Bau der Katharinenkirche an der Staro-Kalinkin-Brücke in St. Petersburg wurde Opfer der Bestrebungen Nikolaus I. für die Etablierung eines russisch-byzantinischen Stils. Diesen Bestrebungen folgte Melnikow bei der Projektierung des Glockenturms in Jaroslawl.

## Werke

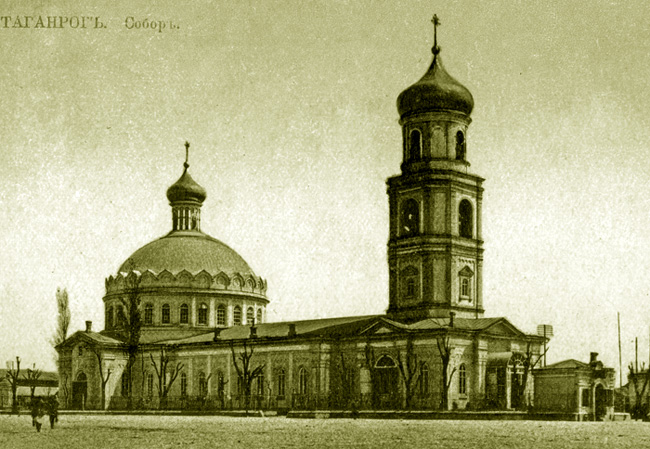
Mariä-Entschlafens-Kathedrale (1814, 1938 abgerissen), Taganrog
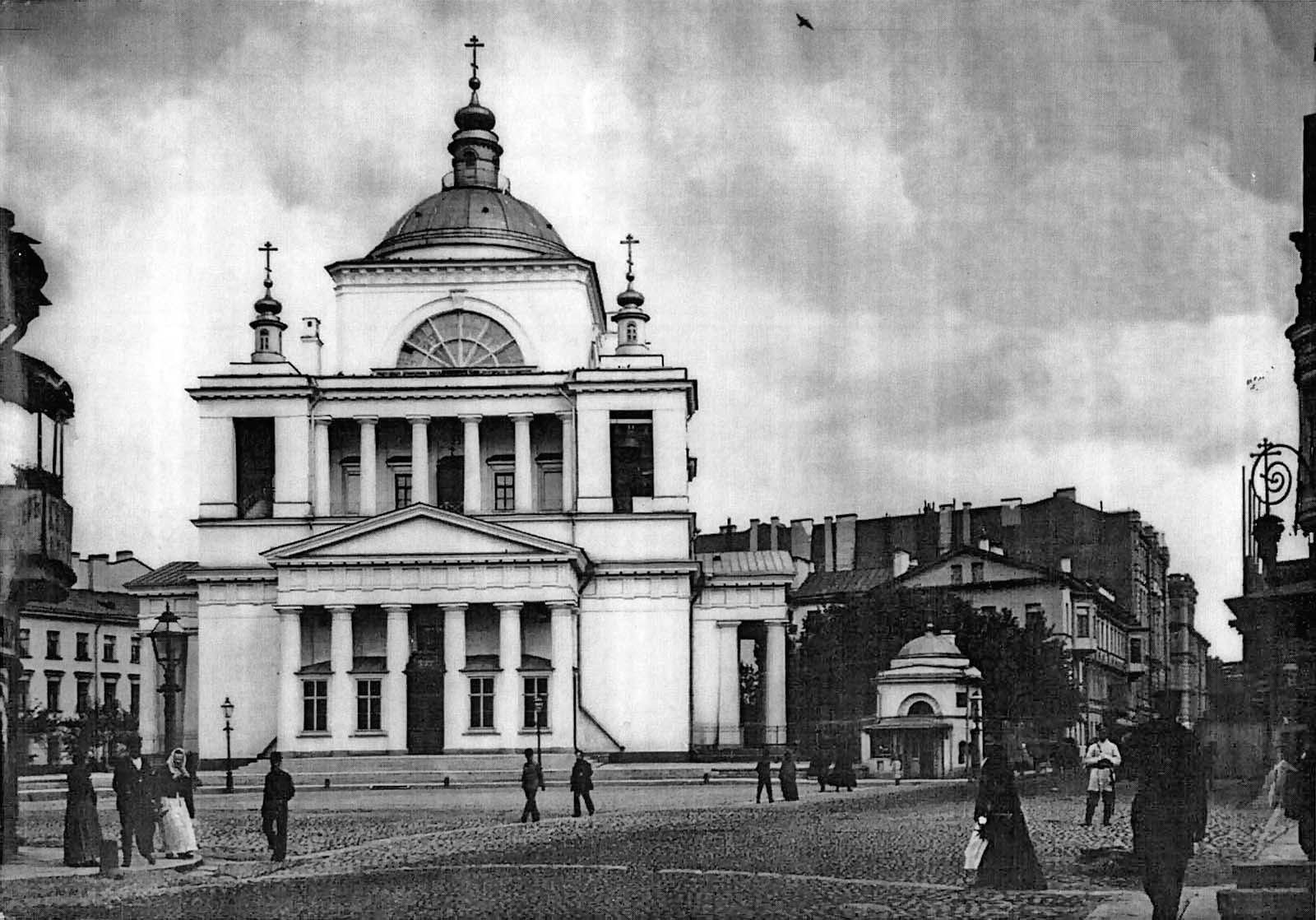
Nikolaikirche der Altgläubigen (1820–1827, seit 1934 Arktis-Antarktis-Museum), St. Petersburg
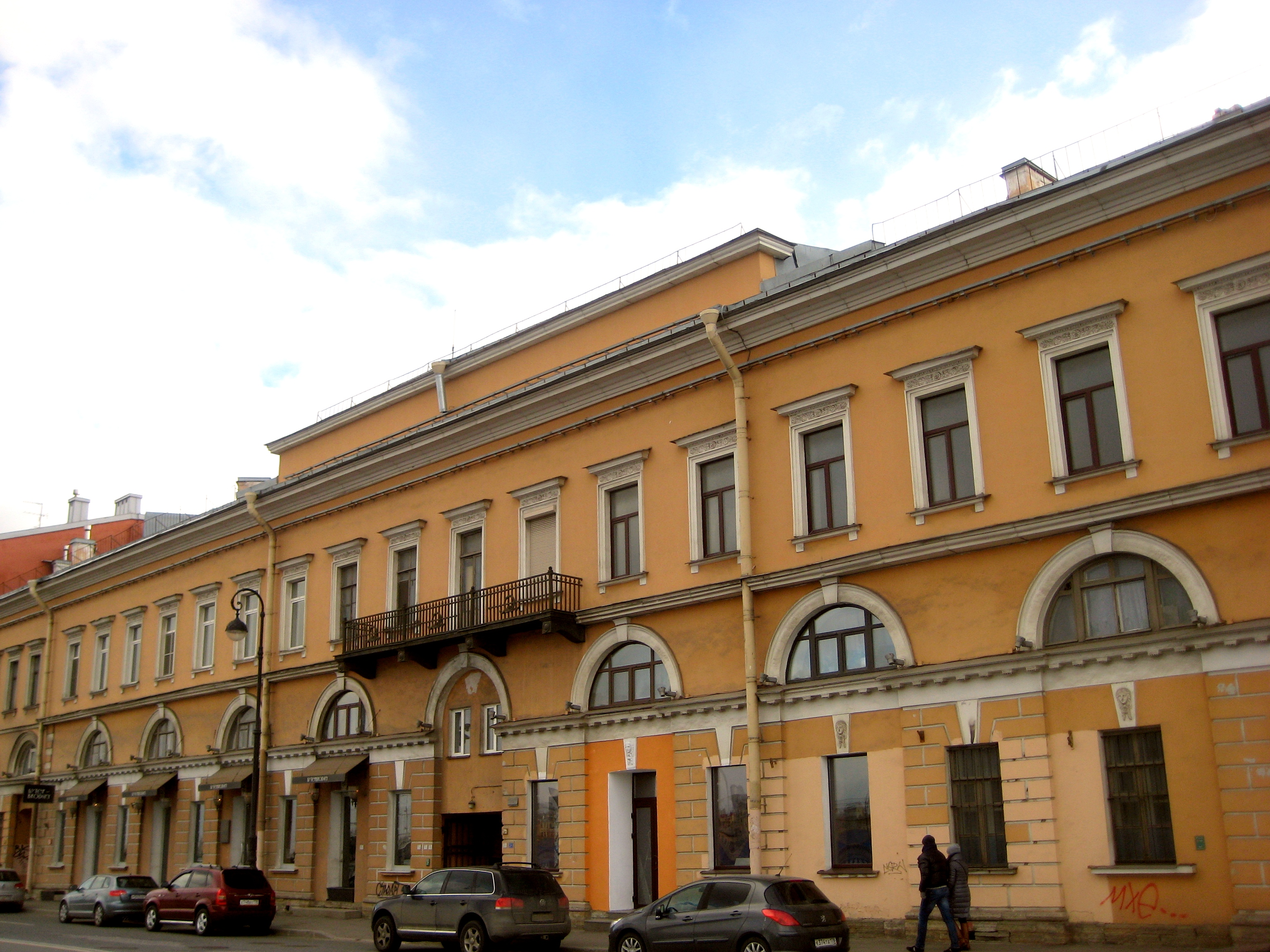
Häuser der Familie Jakowlew (1823–1825), Nabereschnaja Makorowa 14 und 16, St. Petersburg
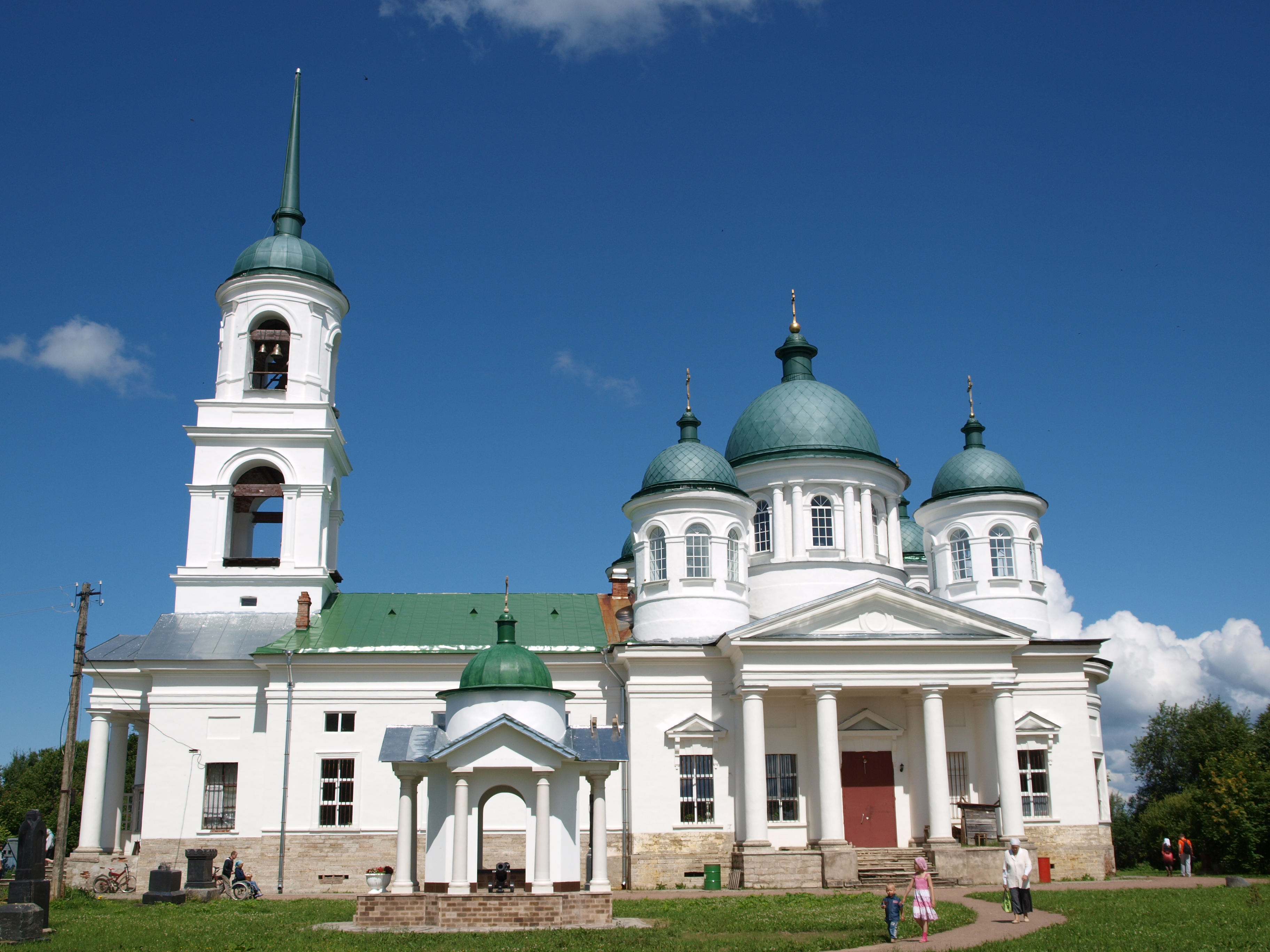
Christi-Geburt-Kirche (1823–1827), Rajon Wolchow
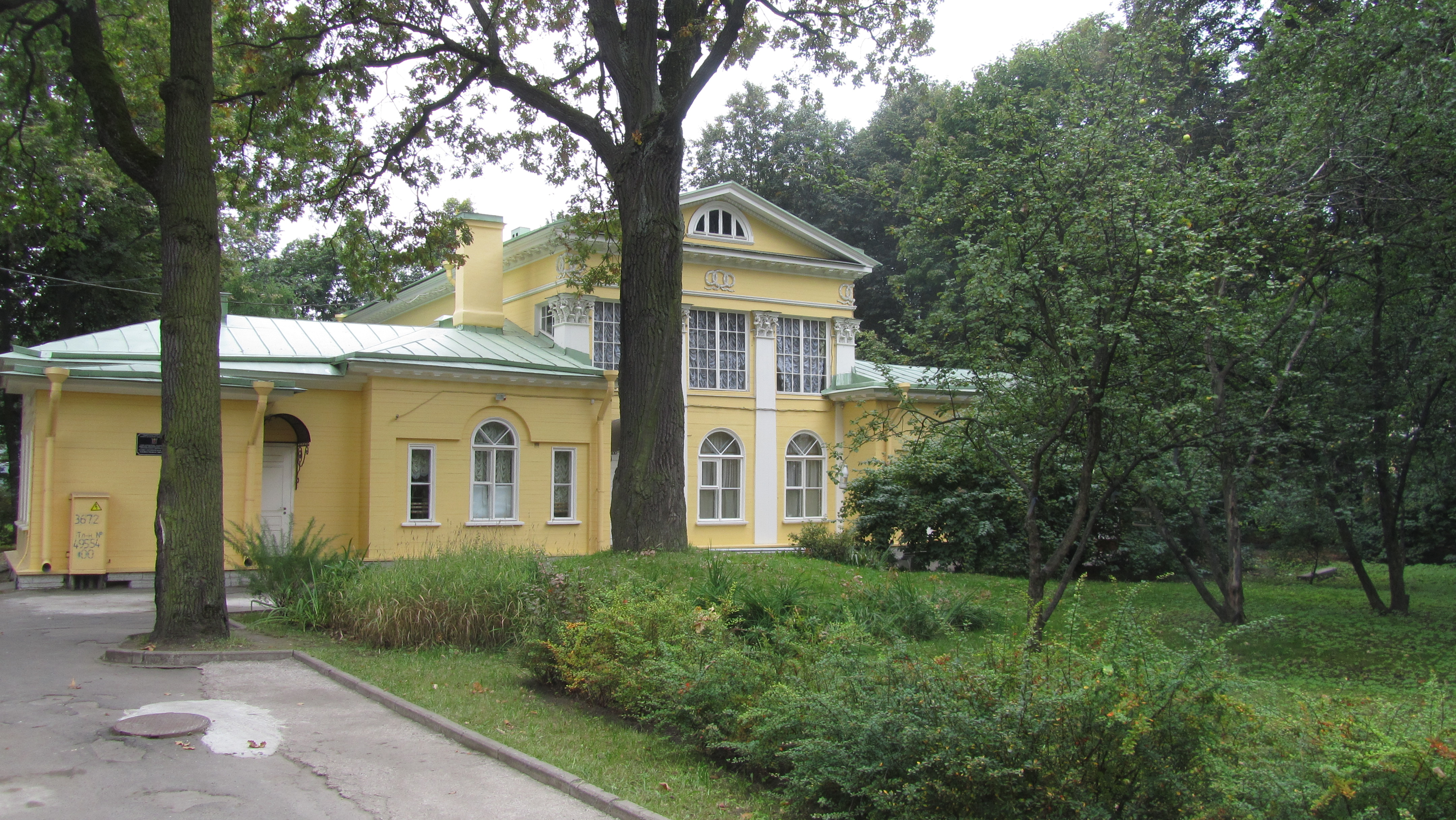
Datsche Schischmarjow (1824–1825), Rajon Primorski, St. Petersburg
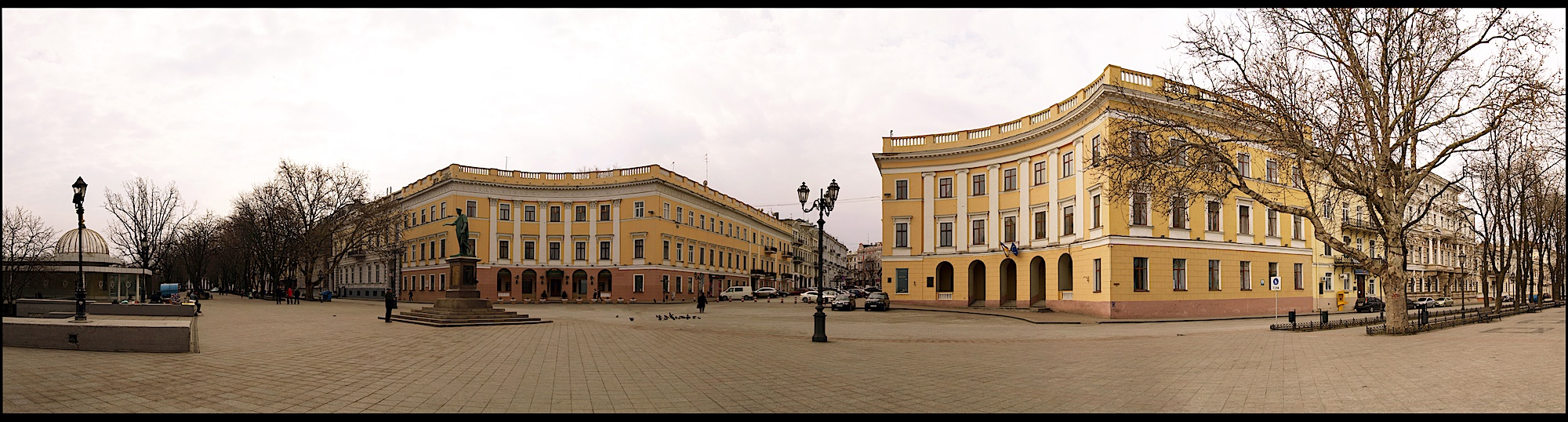
Bauensemble mit den beiden Gebäuden auf dem Platz mit dem Richelieu-Denkmal (I. P. Martos, 1828) am oberen Ende der Potemkinschen Treppe, Odessa
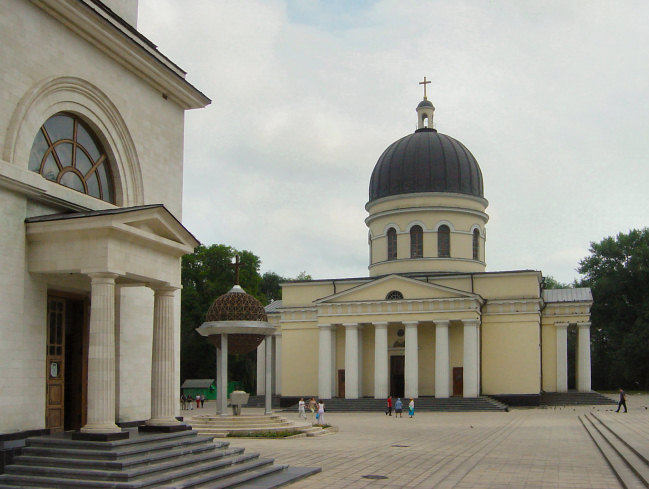
Kathedrale der Geburt des Herrn (1830–1836), Kischinau
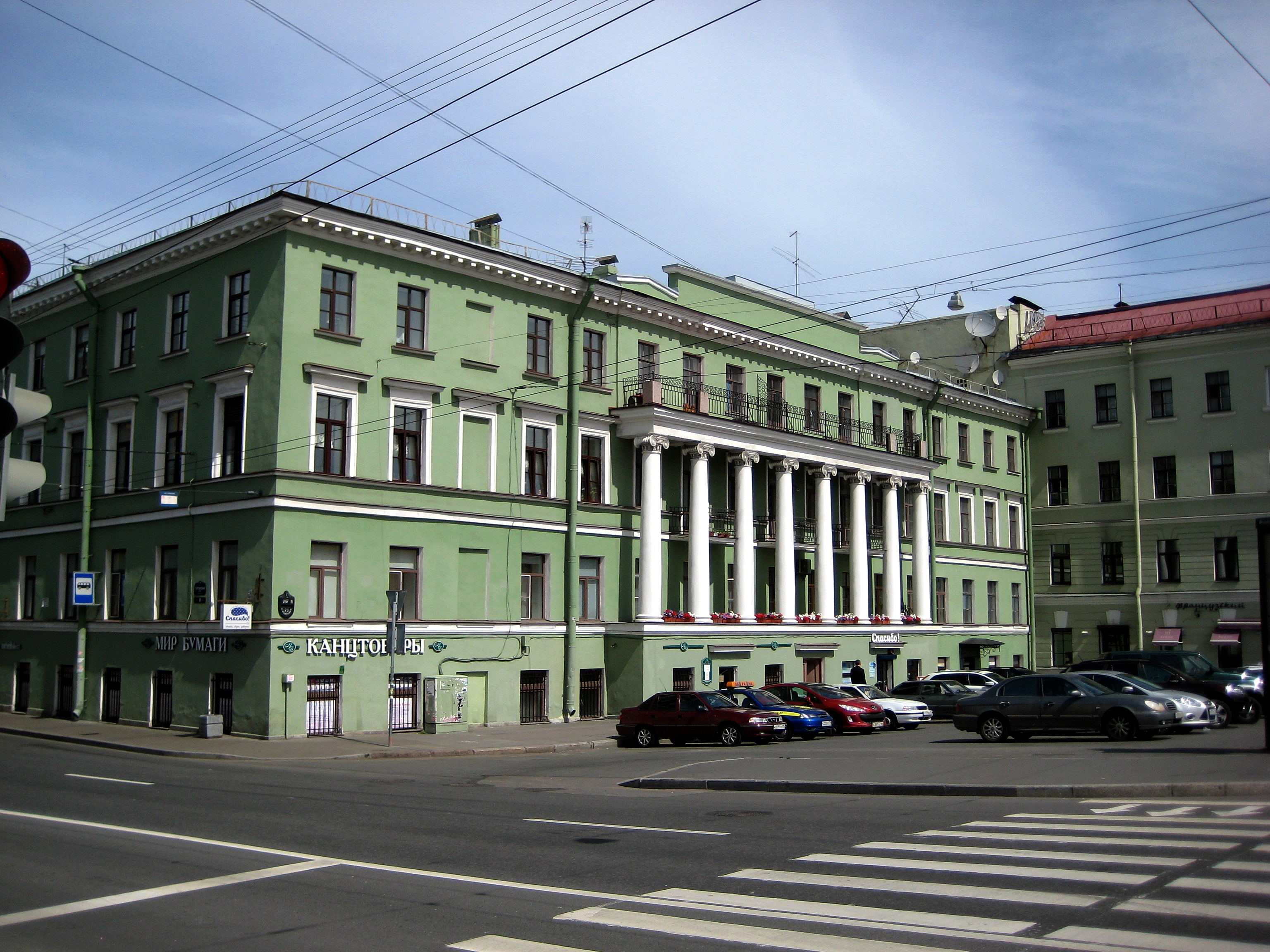
A. Kukanows Haus (1831–1832), Nabereschnaja Reki Fontanki 79, St. Petersburg
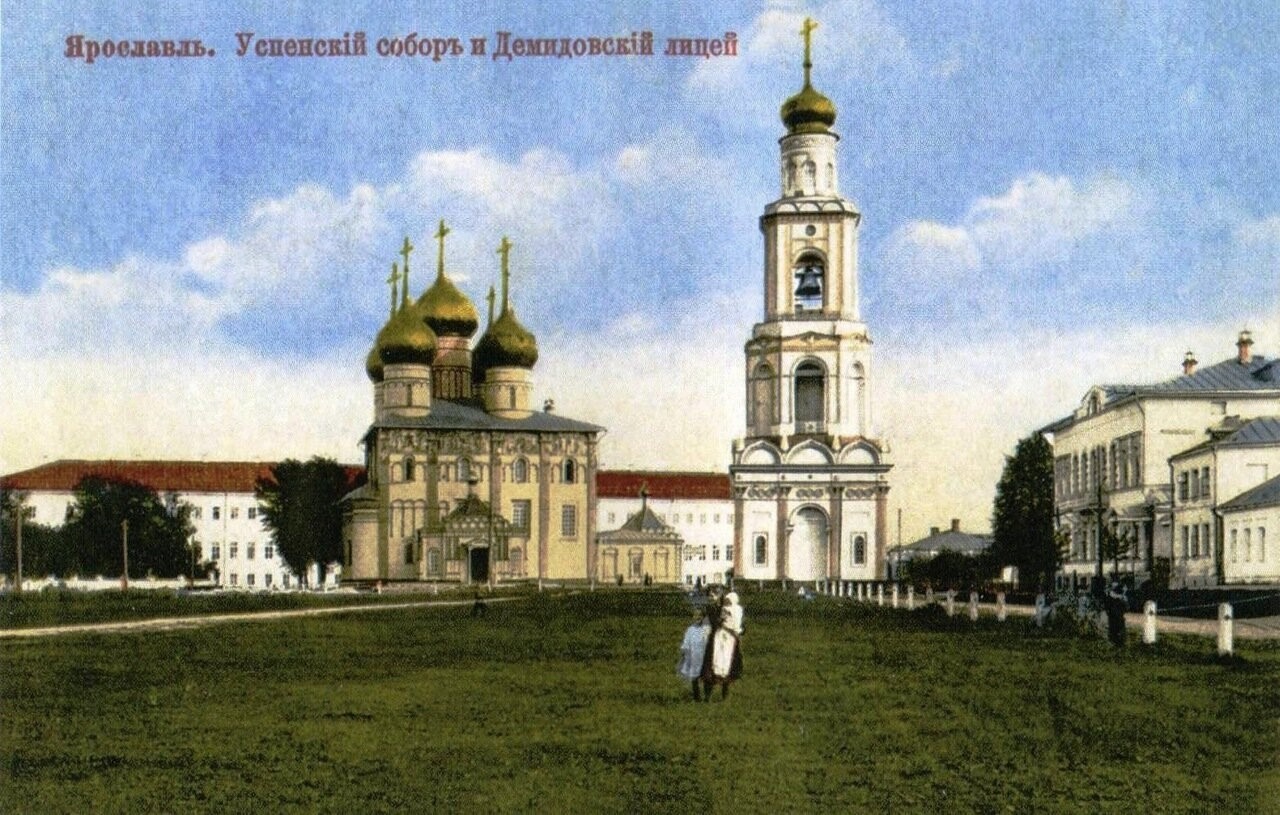
Glockenturm der  Mariä-Entschlafens-Kathedrale (1832–1836, 1937 gesprengt), Jaroslawl
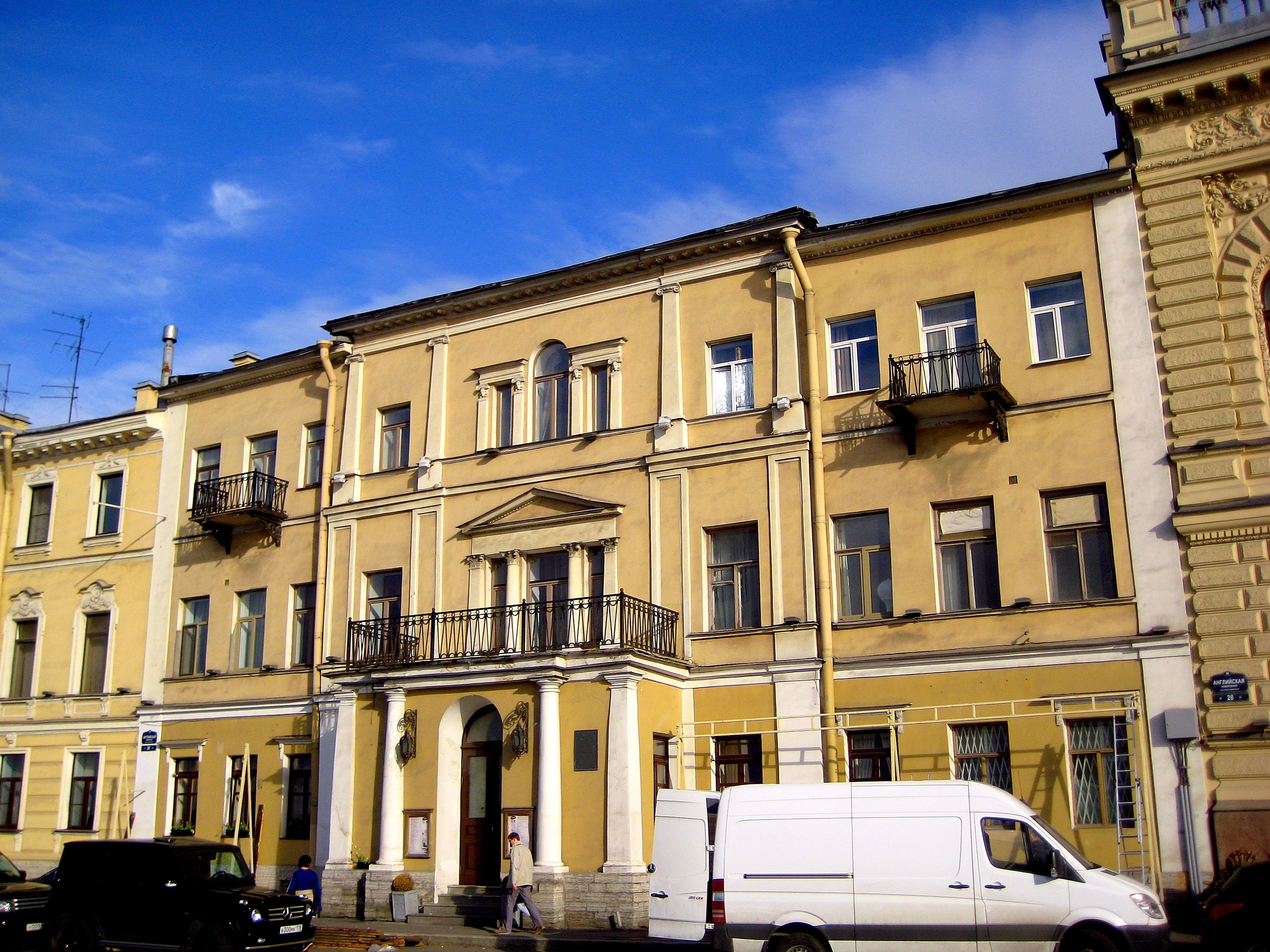
Tschelyschews Haus (1835), Angliskaja Nabereschnaja 26, St. Petersburg
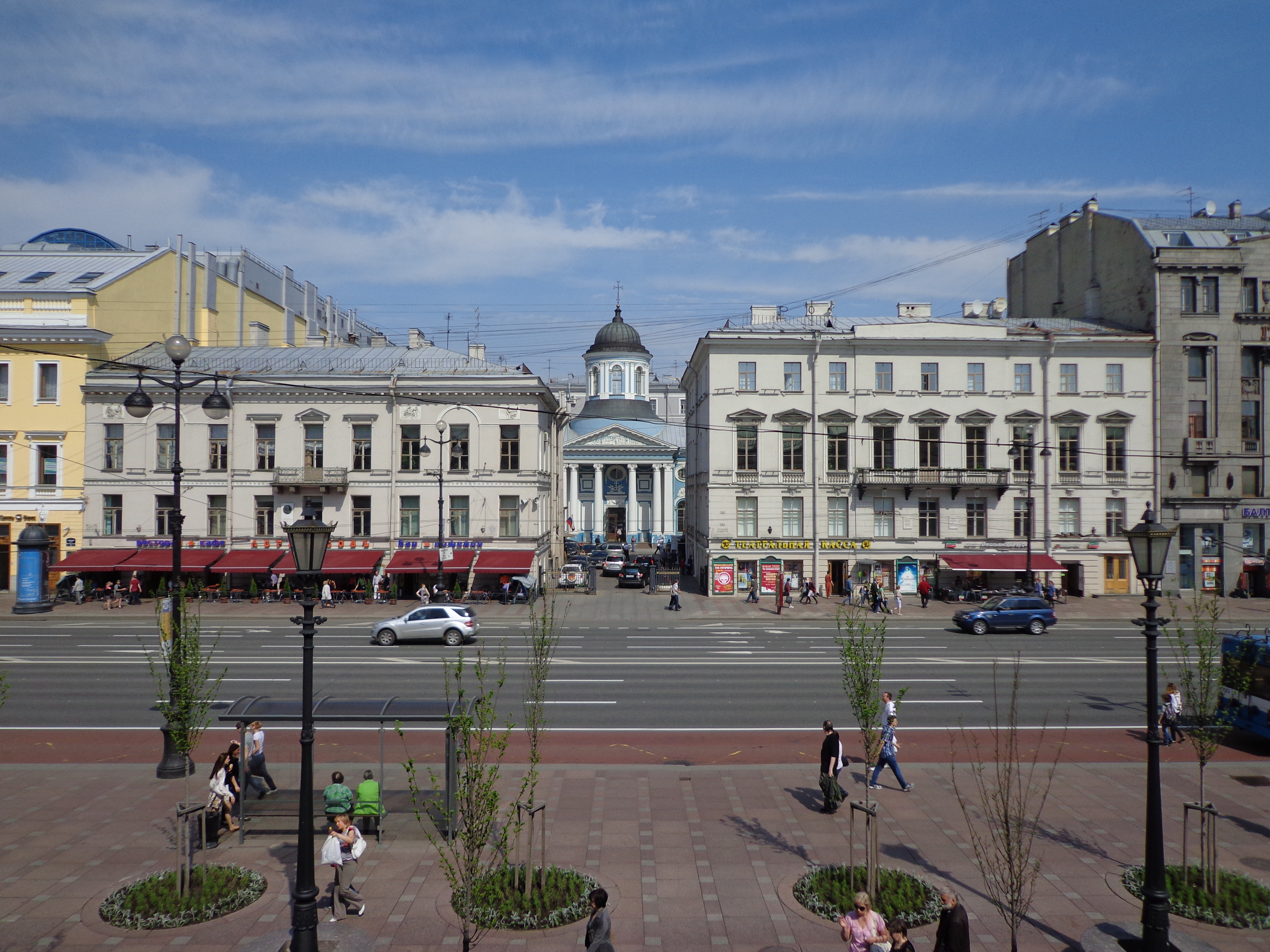
Häuser an der Armenischen Kirche (1835–1837), Newski-Prospekt 40 und 42, St. Petersburg
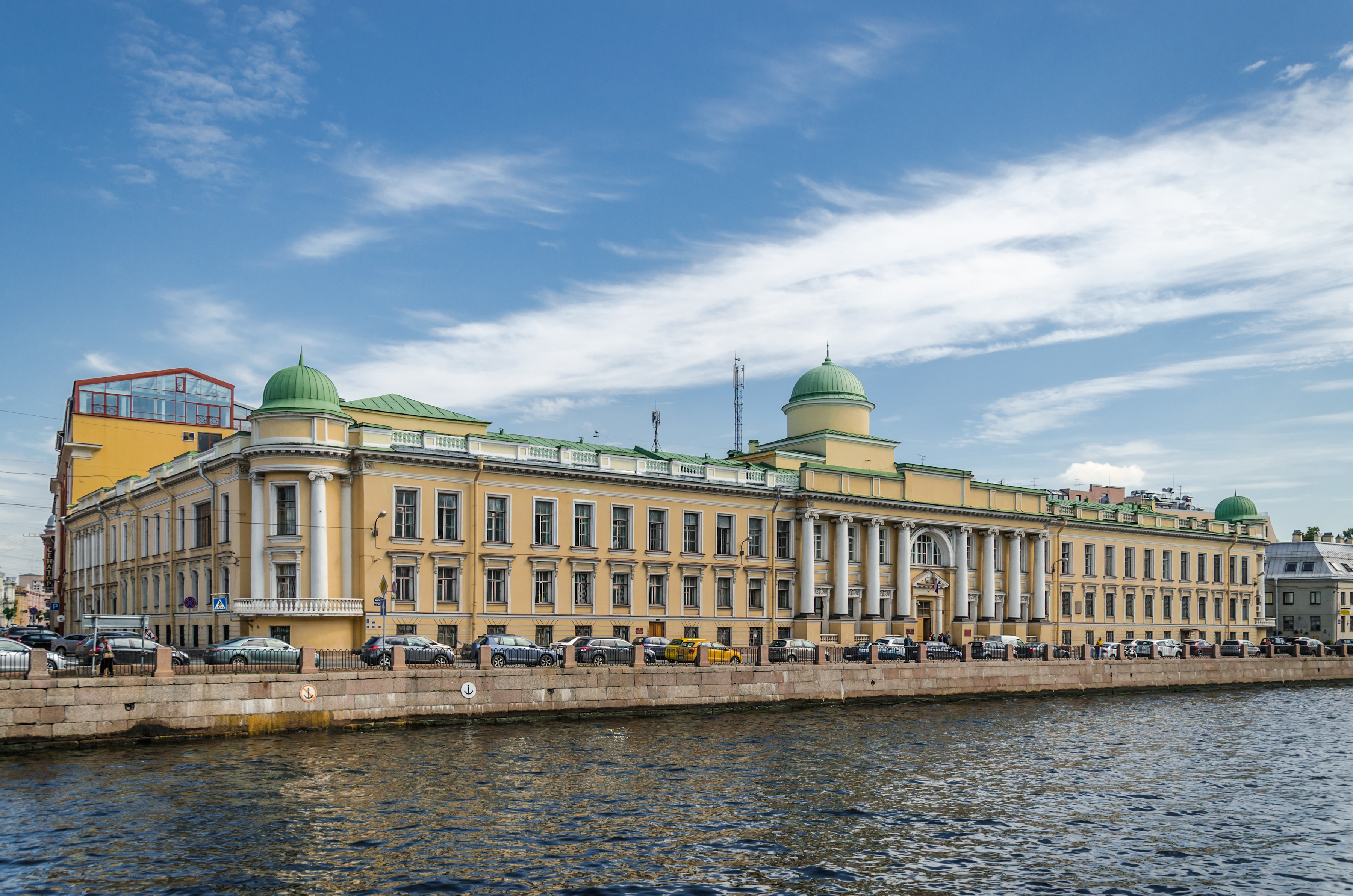
Kaiserliche Schule für Rechtskunde (1835–1838), Nabereschnaja Reki Fontanki, St. Petersburg
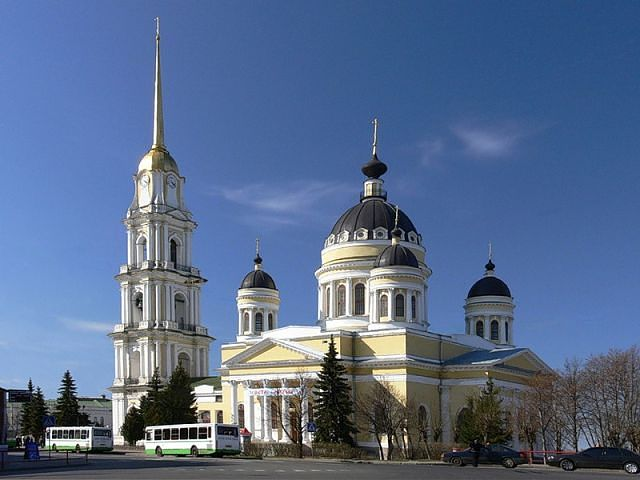
Verklärungskathedrale (1838–1851 mit Ludwig Iwanowitsch Charlemagne und Pietro Visconti), Rybinsk